# Astérix et Obélix contre César (jeu vidéo)
Pour les articles homonymes, voir Astérix et Obélix contre César.
Astérix et Obélix contre César est un jeu d'action et d'aventure pour PlayStation, PC et Game Boy Color développé par Tek 5 et édité par Cryo Interactive en 1999. Il s'agit d'une adaptation en jeu vidéo du film en prises de vues réelles du même nom réalisé par Claude Zidi et sorti la même année, lui-même adapté de la bande dessinée de Goscinny et Uderzo.

## Synopsis
Jules César est sur le point d'atteindre le sommet de son pouvoir, mais il a besoin d'argent pour payer ses légions. En conséquence, il impose une taxe à la Gaule entière. Mais Astérix, Obélix et les irréductibles Gaulois du petit village d'Armorique ne l'entendent pas de cette oreille.

## Principe du jeu
Le jeu se compose de sept niveaux consistant en des épreuves d'adresse et de rapidité dans un environnement en 3D. Des cinématiques, des extraits du film, introduisent le jeu et forment les transitions entre les niveaux.

## Accueil

### Critiques
Le site anglophone de NowGamer donne à cette même version la note de 1/10 en déclarant que « Si pénibles que certains jeux puissent être sur PlayStation, jamais nous n'avions été témoins de quelque chose qui racle les profondeurs de l'incompétence avec une pareille voracité ». En Allemagne, le magazine GameStar donne à la version Windows du jeu la note de 31 sur 100, tandis que PC Player lui donne 19 sur 100.